# Széncinege
A széncinege, sokszor becézően széncinke (Parus major) a verébalakúak (Passeriformes) rendjébe, ezen belül a cinegefélék (Paridae) családjába tartozó apró termetű, közismert és közkedvelt madárfaj.
Élőhelye kiterjed Európa nagy részére, Közép- és Észak-Ázsiára, valamint Észak-Afrika egyes részeire, ahol általában véve bármilyen összetételű erdőségben képes megtelepedni. A legtöbb széncinege nem vonuló madár. Kizárólag a nagyon hideg, kemény telek elől vonulnak el. 2005-ben több alfajjal egy csoportba sorolták. A DNS-vizsgálatok kimutatták, hogy ezen alfajok eltérnek a széncinegéktől, ezért napjainkban két alcsoportra osztják őket, a jávai széncinege (Parus cinereus) a Cinereus csoportba tartozik, amely Dél-Ázsiában él és a japán széncinege (Parus minor), amelynek élőhelye az orosz Távol-Kelet és Japán a minor alcsoportba tartozik. A széncinege továbbra is a Parus nemzetség legelterjedtebb tagja.
A széncinege könnyedén azonosítható madárfaj, fekete fejjel és nyaki résszel, feltűnő fehér orcával, míg testének felső része olívazöld színű és testének alsó részei sárga színűek, némi eltéréssel a különböző alfajok esetében. Nyaranta főleg rovarokkal táplálkozik, ám telente táplálékának palettáját igencsak kibővíti, többek közt olajos magvakkal, vagy telelő denevérek elfogyasztásával. Akárcsak az összes többi cinegeféle, a széncinege is fák odvaiban fészkel. A tojó mintegy tizenkét tojást tojik és egyedül kotlik rajtuk, bár a fiókákat mindkét szülő táplálja. A széncinegék az évek nagy többségében két fészekaljat nevelnek fel. Fészkeiket harkályok, mókusok, menyétek támadják meg, míg élősködői közt szerepelnek a bolhák. A felnőtt példányokra gyakran vadásznak karvalyok.
A széncinege jól alkalmazkodott az ember által megváltoztatott körülményekhez és gyakran lehet látni parkokban, kertekben. A széncinege az ornitológusok számára az egyik legfontosabb madárfaj, amelyről számos tanulmány született már.
A Magyar Madártani és Természetvédelmi Egyesület 1984-ben a többi cinkével együtt, majd 2011-ben önállóan „az év madarává” választotta.

## Rendszertan
A széncinegéket eredetileg Carl von Linné 18. századi Systema Naturae című munkájában írta le a jelenlegi rendszertani elnevezése alatt. Tudományos neve a latin Parus, azaz cinege és a major, azaz nagy jelentésű szavakból tevődik össze.
A széncinegék elterjedési területe korábban a Brit-szigetektől Japánig húzódott, délkeleten egészen az indonéz szigetvilágig tartott. Harminchat alfaját négy csoportra osztották a szakemberek. A major csoportba 13 alfaj tartozott, melyek élőhelye Európában, valamint Ázsia mérsékelt égövi területein és Észak-Afrikában volt található. A minor csoport kilenc alfajának élőhelye Oroszország délkeleti részétől Japánig tartott, egészen Délkelet-Ázsia északabbi vidékeiig. A cinereus csoport élőhelye Irántól Indonéziáig húzódott Dél-Ázsiában. A három bokharensis alfajt gyakran külön alcsoportba, a turkesztáni cinegéhez (Parus bokharensis) tették. Korábban azt gondolták a szakemberek, hogy e madárfajok mintegy gyűrűt alkotva veszik körül a Tibeti-fennsíkot, ám a mitokondriális DNS elemzésével a kutatóknak sikerült bebizonyítaniuk, hogy e négy csoportot különböző, egymástól elkülönülő, ám egymással rokonságban levő madárfajok alkotják. A madárfajok hibridizálódása csak azután következett be, ami után a korábban egymástól elszigetelődött populációk ismét összeértek és keveredtek egymással.
Egy 2005-ös tanulmányban szerepeI, hogy a major csoport eltér a cinereus és a minor csoporttól, valamint a turkesztáni cinege alcsoport tagjaitól, mivel mintegy másfél millió éve különvált a fejlődése e madárfajnak a cinereus és a minor csoporttól, míg a bokharensis csoport csak mintegy fél millió éve különült el. A tanulmányban megemlítik az Amur völgyében élő major és minor csoport egyedeinek hibriddé válását, mivel itt közös élőhelyen osztoztak. Viszonylag ritkán alakulnak ki hibridek, mivel van bizonyos eltérés reprodukciós téren a két csoport közt.

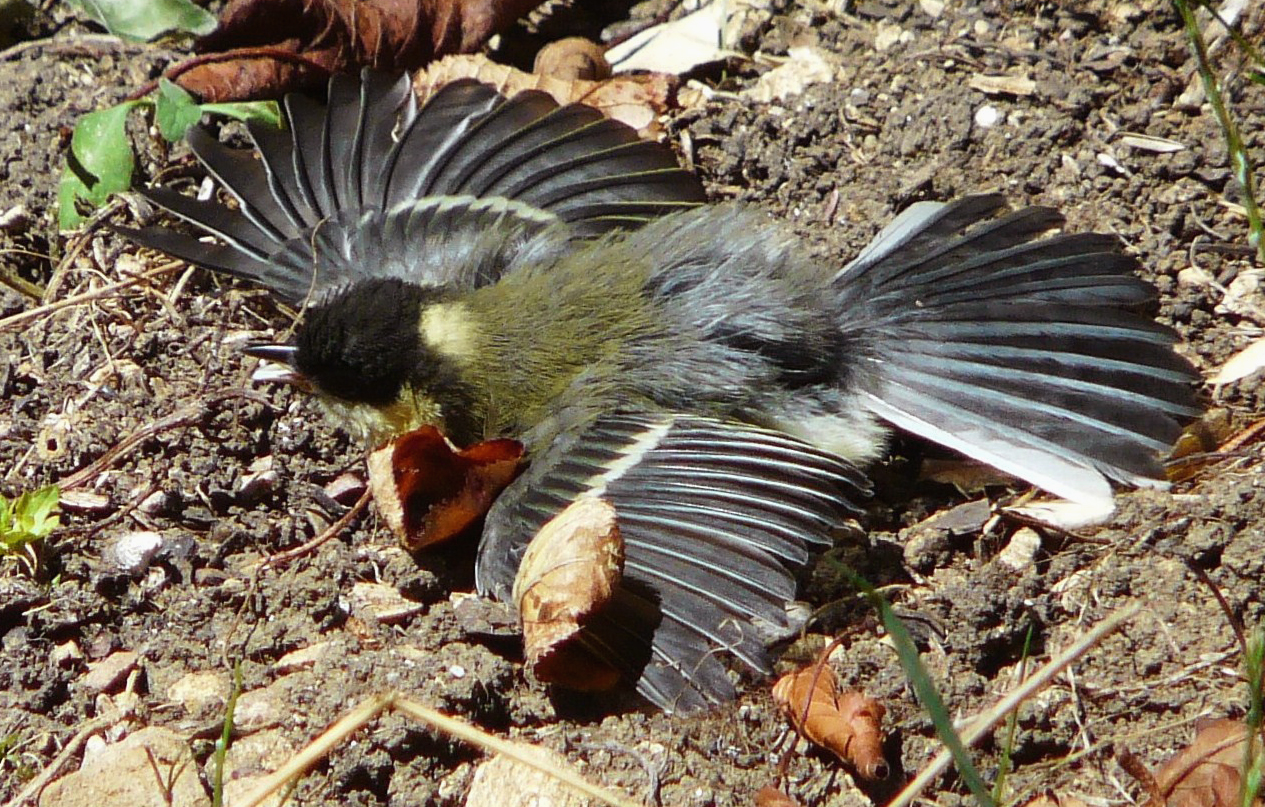
Napfürdőző fiatal egyed

A névadó széncinege a legnagyobb területen elterjedt az alfajok közül, élőhelye az Ibériai-félszigettől, egészen az Amur-folyó völgyéig tart, míg északon Skandináviát, délkeleten a Közel-Keletet is érinti. A többi alfajnak jóval kisebb elterjedési területe van, négy alfaj szigeteken, míg a többi alfaj megmaradt a jégkorszak idején használt területein belül. A széncinegék jelentős elterjedése azt mutatja, hogy a jégkorszak után e madárfaj egyedei tudták leggyorsabban visszahódítani a jégkorszak idején elhagyott területeket és emiatt van az, hogy a széncinegéknek a legnagyobb az elterjedési területük mindegyik alfaj közül.
A Parus nembe tartozott régen a legtöbb cinegeféle, de 1998-ban a morfológiai és genetikai vizsgálatok eredményei miatt külön fajokra bontották a Parus nemet. Bár jelenleg is a legtöbb cinegeféle a Parus nemben található, ám várhatóan újabb széttagolások fordulhatnak elő. A széncinegék közeli rokonságban állnak a fehérszárnyú cinegékkel és a hegyi széncinegékkel. Bár a hibridek viszonylag ritkák, ám feljegyezték, hogy kialakultak ilyen madarak a kék cinegékkel, a fenyves cinegékkel és feltételezhetően a barátcinegékkel kapcsolatban is.

### Alfajai
A széncinegéknek jelenleg 15 alfaja ismert:
- P. m. newtoni, melyet először Pražák jellemzett 1894-ben,[8] amely szerte a Brit-szigeteken honos.
- P. m. major, melyet először Carl von Linné jellemzett 1758-ban, mely Európa nagy részén elterjedt, valamint Kis-Ázsia, Kazahsztán északi és keleti részén, Szibéria déli részén, Mongólia északi részén, valamint az Amur folyó völgyének középső részén.
- P. m. excelsus, melyet először Buvry jellemzett 1857-ben, amely alfaj Afrika északnyugati részein él.
- P. m. corsus, melyet először Kleinschmidt jellemzett 1903-ban, amely alfaj Portugáliában, Spanyolország déli részein, és Korzika szigetén honos.
- P. m. mallorcae, melyet először Von Jordans jellemzett 1913-ban, amely alfaj a Baleár-szigeteken honos.
- P. m. ecki, melyet először Von Jordans 1970-ben jellemzett és amely alfaj Szardínia szigetén honos.
- P. m. niethammeri, melyet először Von Jordans jellemzett 1970-ben, mely alfaj Krétán honos.
- P. m. aphrodite, melyet először Madarász Gyula jellemzett 1901-ben, amely Olaszország és Görögország déli részén, Ciprus és az Égei-tenger vidékén honos.
- P. m. terrasanctae, melyet először Hartert jellemzett 1910-ben. Libanon, Izrael, Jordánia és Szíria területén honos.
- P. m. karelini, melyet először Zarudny jellemzett 1910-ben, mely Azerbajdzsán délnyugati és Irán északnyugati részén honos.
- P. m. blandfordi, melyet először Pražák jellemzett 1894-ben.[8] Irán északi középső és nyugati részén él.
- P. m. bokharensis, melyet először Lichtenstein jellemzett 1823-ban. Ezen alfaj Kazahsztán, Üzbegisztán, Türkmenisztán, valamint Irán északi részén, illetve Afganisztán területén található meg. A következő két alfajt korábban szintén ebbe az alfajba sorolták.
- P. m. turkestanicus, melyet először Zarudny & Loudon jellemzett 1905-ben, és, amely Kazahsztán keleti részétől Kína északnyugati és Mongólia nyugati részéig honos.
- P. m. ferghanensis, melyet először Buturlin jellemzett 1912-ben, amely megtalálható Tádzsikisztán és Kirgizisztán területén.
- P. m. kapustini, melyet először Leonyid Portenko jellemzett 1954-ben, és amely Kína északnyugati részétől (Hszincsiang-Ujgur Autonóm Terület északnyugati részétől) Mongólián át Szibéria keleti részéig honos.[9]

## Előfordulása

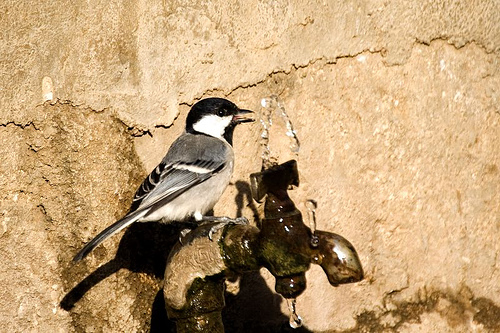
Egy indiai széncinege

A széncinege alapvetően eurázsiai madárfaj. Gyakorlatilag egész Európa területén találkozhatunk vele, de a mediterrán Észak-Afrikában és a Közel-Kelet kevésbé száraz vidékein is megél. Ázsiában Oroszországtól Japánig és Kínától Indiáig hatalmas területen él. Egyedül a különösen hideg és a sivatagos övezeteket kerüli.
A széncinege Eurázsia jelentős részén megtalálható. Élőhelye kiterjed -Izland és Skandinávia északi vidékeinek kivételével- még a Földközi-tenger szigeteire is, valamint Észak-Afrikában megtalálható Marokkó, Algéria és Tunézia területén is. A széncinegék megtalálhatóak az egész Közel-Keleten, Közép-Ázsia bizonyos részein, Irán északi részétől kezdve, Afganisztánon át, egészen Mongóliáig, akárcsak Ázsia északi részén az Urál-hegységtől keletre, valamint Kelet- és Észak-Kínában és az Amur folyó völgyében.
A széncinegék számos élőhelytípushoz alkalmazkodtak. Leggyakrabban lombhullató erdőkben fordulnak elő, valamint kevert faállományú erdőségekben és erdőszéleken. A sűrűbb erdőségekben, mint, amilyenek a fenyvesek, főleg az irtások közelében telepszik meg. Szibéria északi vidékein a tajgán is előfordul. Észak-Afrikában a tölgyerdőket részesíti előnyben, akárcsak az atlaszcédrus erdőket, valamint a pálmaültetvényeket. Élőhelyének keleti részein Szibériában, Mongóliában és Kínában kedveli a folyóparti füzeseket és a nyírfaligeteket. A Közép-Ázsiában élő egyedek kedvelik a folyó menti füzeseket és nyárfaligeteket, valamint az alacsonyabb bokros részeket, oázisokat, nagyobb magasságokban a sűrű lombhullató és fenyőerdőkben is megtelepszik, egészen a facsoportokkal tarkított, nyílt térségekig.
A széncinege általában véve nem költöző madár. A párok az év nagy részét költőterületük környékén töltik, még elterjedési területük északi részein is. A fiatal példányok különválnak szüleik territóriumaitól, ám legtöbbször nem mennek messzire. Keményebb teleken nagyobb, akár ezer egyedet is számláló csapatokba verődik és ilyenkor előfordul, hogy Európa északi vidékeiről a Baltikum térségébe, Hollandiába, a Brit-szigetekre, vagy akár egészen a Balkán-félsziget déli vidékeiig is elvonul.
A széncinegéket sikertelenül próbálták meg betelepíteni az Amerikai Egyesült Államok területére 1872-74 közt, nem tudtak megtelepedni. Egyes feltételezések szerint kiváló ellensége lett volna az almamolyoknak az Államok bizonyos részein, ám ezt a lehetőséget később elvetették. 1960-61-ben betelepítették Kazahsztánba, ahol sikeresen megtelepedett, bár jelenlegi állományáról nem rendelkezünk információval.

## Megjelenése

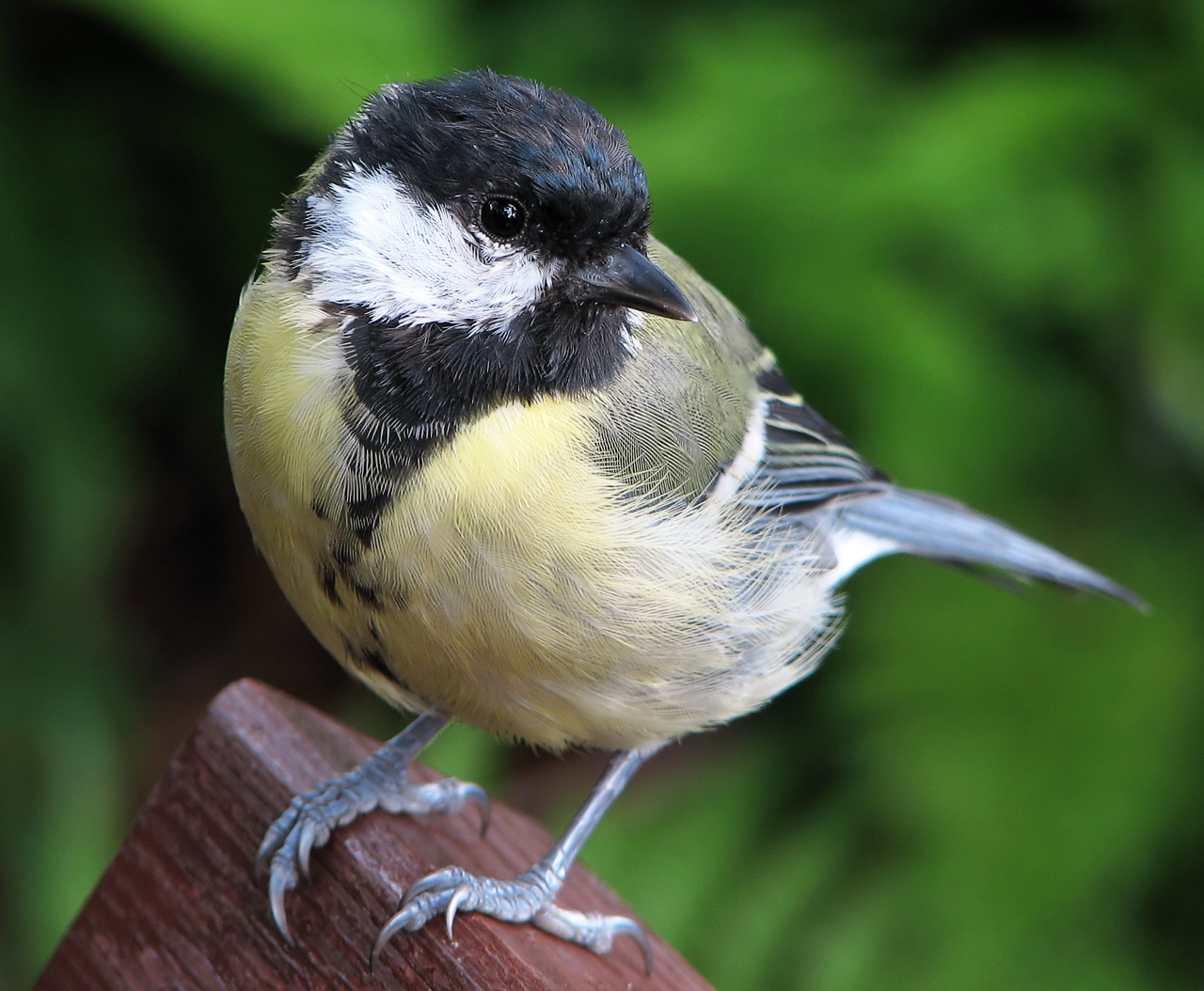
Egy tojó

Az igen színpompás kis madár csőre, feje teteje és ezzel összeköttetésben levő torokfoltja fekete, és egy-egy fehér arcfoltot vesznek körbe. A torok feketéje a sárga has közepén egészen a farokig folytatódik, a lábak között a hímek esetében jelentősen kiszélesedik, a tojóknál pedig szaggatott. A hát zöldes színű, a szárnyak és a farok némileg sötétebb. A szárnyakon fehér sáv fut végig.
A kelet-ázsiai széncinegék háta zöld, hasuk fakó sárga vagy fehér, míg Dél-Ázsiában szürke háttal és fehér hassal tündökölnek. A hím némileg nagyobb a tojónál, átlagos testtömege 16-22 gramm, míg az utóbbiak 14-20 grammot nyomnak. A széncinege 14 centiméter hosszú, szárnyfesztávolsága 22 centiméter.
A széncinege a nagyobb testalkatú cinegefélék közé tartozik, melynek 12,5-14 centiméteres testhossza van, valamint jellegzetes kinézete, amely könnyűvé teszi azonosítását. Névadó alfaja a P. major major kékesfekete tollkoronát visel fején, torkán, mellkasának középső részén és nyakán fekete tollazata van, barkója fehér, míg mellkasa és testének alsó részei sárga színűek. Szárnytöveinél sárgászöld színű tollazatot visel. Hátának többi része olívazöld, kékes árnyalattal tarkítva. Fedőtollai a szárnyán zöldes árnyalatúak, melyek szürkéskék árnyalatba mennek át. A szárnyakon kétoldalt egy egy fehér csík fut keresztirányban. A nőstények tollazata hasonló a hímekéhez, ám a színárnyalatok halványabbak és a mellkason középtájon futó fekete sáv is keskenyebb és időnként szaggatottá válik. A fiatal egyedek tollazata a tojókéhoz hasonló, kivéve, hogy nekik halvány olívazöld árnyalatú palástjuk van, szürkés farkuk és a fehéres részek kevésbé jól különülnek el a környező tollazattól.

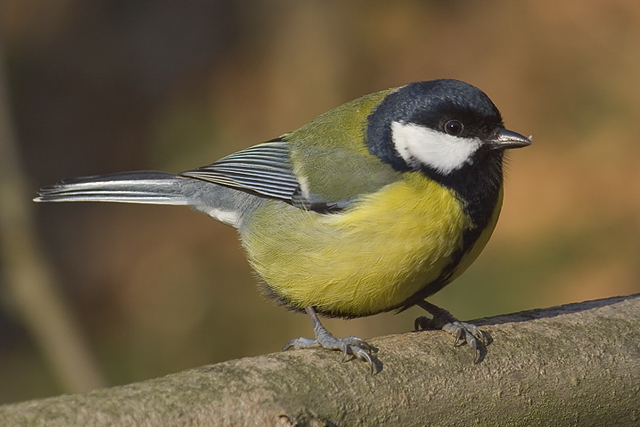
A hím

Az alfajok között van némi eltérés a külső jegyek terén a névadó alfajhoz képest. A P. m. newtoni alfaj hasonló kinézetű, mint a névadó alfaj, ám csőre némiképp hosszabb, a palástjuk sötétebb zöld árnyalatú, kevesebb fehér szín van a farktollaik végén és mellkasi középvonalukon szélesebb a fekete sáv. A P. m. corsus szintén a névadó alfajra hasonlít, ám testének alsó felén a színek kevésbé élénkek, kevesebb fehér szín van a farktollaknál és halványabb sárga színű palástjuk a szárnytöveknél. A P. m. mallorcae elnevezésű alfaj szintén a névadóra hasonlít, ám erősebb csőre van, még inkább szürkéskék palástja van és valamivel halványabb testének alsó részén a tollazat. A P. m. ecki alfaj a P. m. mallorcae alfajra hasonlít, ám palástja inkább kékes árnyalatú és halványabb testének alsó részén a tollazat. A P. m. excelsus a névadó alfajra hasonlít, ám jóval világosabb zöld árnyalatú palástja, világossárga mellkasi tollazata és nincs, vagy csak nagyon kevés fehér rész van a farktollak környékén. A P. m. aphrodite alfaj sötétebb olívazöld palástot visel, és mellkasi része sárgább színű. A P. m. niethammeri nevű alfaj hasonlít a P. m. aphrodite alfajra, ám testének alsó része halványabb és kevesebb zöld árnyalat lelhető fel palástján, valamint alsó testtájéka halványabb sárga színű. A P. m. terrasanctae hasonlít az előbbi két alfajra, ám palástja halványabb színárnyalatokban pompázik. A P. m. blandfordi nevű alfaj a névadó alfajra hasonlít, ám palástja és feji tollazata szürkésebb színű, valamint mellkasi része halványabb árnyalatú. Az előbbi alfajhoz hasonló tollazatú a P. m. karelini alfaj, ugyanakkor kevesebb fehér tollazat van a farktollainál.
A mellkasi tollazat sárga színének árnyalata összefüggést mutat azzal, hogy azon hím egyedeknek termékenyebb spermiumai vannak, melyeknek sötétebb színezetű a mellkasi tollazata. A hímek számára részben ez biztosítja, hogy meg tudják mutatni a leendő párjuk számára azt, hogy feltételezhetően szaporodási sikerük magasabb, mint a többi hím cinegéé. A sárga szín erőteljesebbé válásáért a karotinok tehetőek felelőssé, valamint a spermiumokban biztosítja azt, hogy a szabad gyököknek jobban ellenálljanak. Mivel a cinegék csak táplálék útján képesek hozzájutni a karotinokhoz, ezért a sötétebb sárga színezetű mellkasi tollazat egyúttal azt is jelzi, hogy az adott egyedek képesek megfelelő táplálékforrásokhoz hozzáférni.
A mellkasi rész sárga színű tollazatán kívül a hím példányok mellkasán végigfutó fekete színű sáv szélessége is szerepet játszik a nőstény egyedeknél a párválasztás során. A tojók szívesebben választanak olyan példányokat párjuknak, amelyeknek szélesebb mellkasi csíkjuk van.
Magyar kutatóknak sikerült bizonyítani, hogy a begy sárga színezetét az aktuális évek augusztusának időjárása is befolyásolja, mivel a száraz és meleg augusztusi időjárás esetén sötétebb, míg a hűvösebb és csapadékosabb augusztust követően világosabb sárga színezetű lesz e madarak hímjeinek begye. A cinegék augusztusban vedlik le a régi tollazatukat. A kutatók szerint az időjárási körülmények változása befolyásolja az elérhető táplálék összetételét és egyúttal emiatt módosul a széncinegék tollazatának színe. A madarak színváltozása az emberi szem számára szinte észrevehetetlen, azonban a széncinegék között az árnyalati különbség is fontos a párválasztás során.

## Életmódja
Megismerhetjük a „nyitnikék” és „tí-cső” kiáltásairól, díszes tollazatáról ezt a mindenevő madarat.

### Táplálkozása

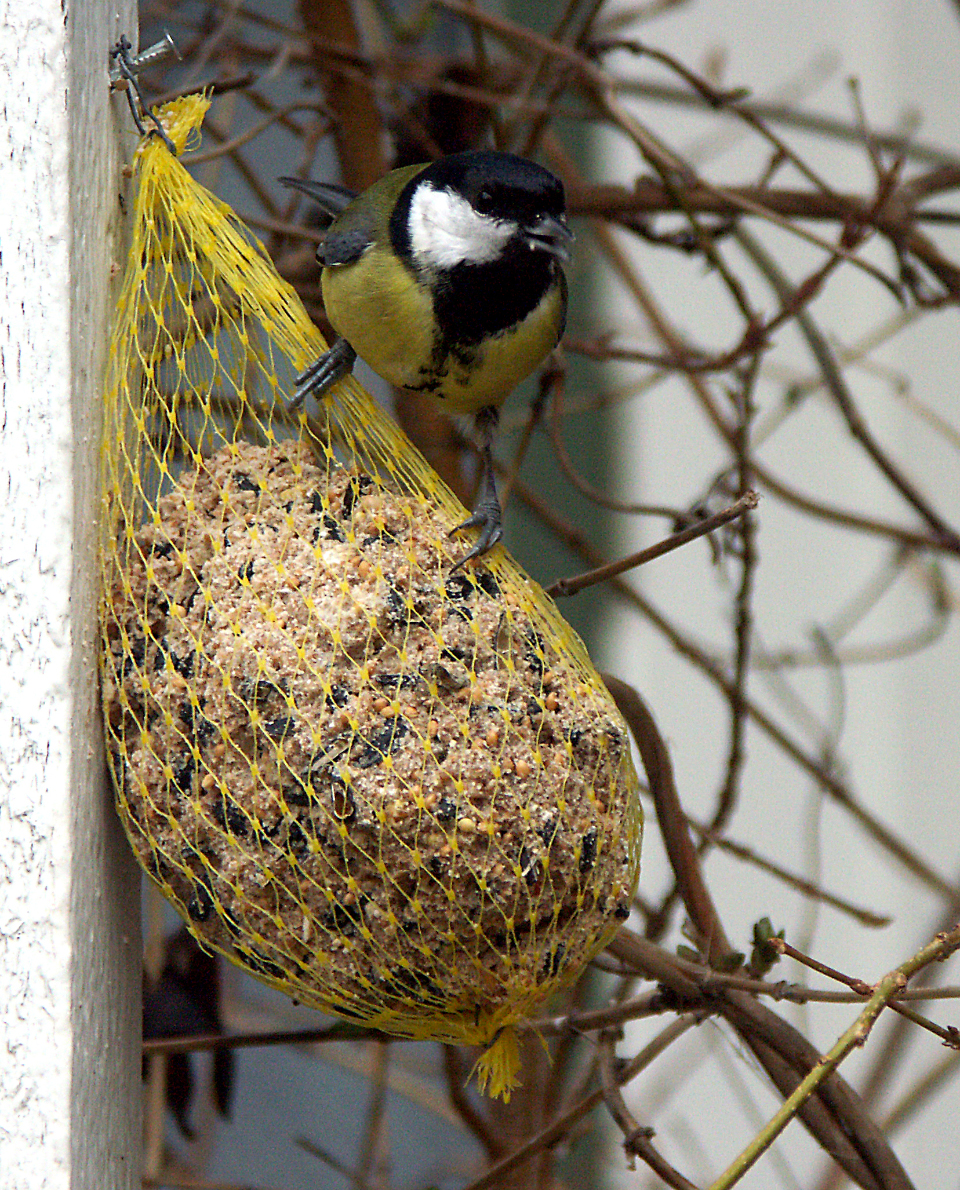
Madáretetőkön gyakran láthatók akrobatikus mászómutatványokat végrehajtó cinkék

Étlapjukon főleg rovarok, különféle ízeltlábúak: pókok, szöcskék, poloskák és hernyók szerepelnek. Azonban időnként képesek hibernáló denevéreket, más, kisebb énekesmadarakat is (pl. zsezsék vagy sármányok) elejteni, sőt, elhullott patás állatok maradványait is előszeretettel fogyasztják. A nagyobb vagy keményebb falatokat karmos lábukkal a fákhoz szorítják, erős, hegyes csőrükkel feldarabolják és lenyelik (akár a fákból is kiszedik a hernyókat, petéket). Télen főképp az olajos magvakat fogyasztják. Ebben a hideg évszakban gyakran kóborol táplálékkeresés közben. Ilyenkor akár más madarakkal (pl. kék cinege, őszapó) is csapatokba verődik. Amikor kitavaszodik, a tojó szűk nyílású odút keres a fán, majd abba rakja 5-12 tojását. A fészeklakó fiókáknak mind a két szülő gondját viseli. Állandó madarunk, így segíthetünk neki madáretető kirakásával. (Kenyér hozzáadása annak élesztőanyag tartalma miatt tilos.)
A széncinegék nyáron elsősorban rovarokkal és pókokkal táplálkoznak, melyet a fák lombkoronájából szedegetnek össze. A gerinctelen zsákmányaik között vannak csótányok, szöcskék, tücskök, Százlábúak, recésszárnyú fátyolkák, hangyák, legyek, tegzesek, bogarak, csőrösrovarok, Méhek és darazsak, csigák és szárazföldi aszkarákok. Költési időszakban előszeretettel visznek a fiókáknak fehérjedús hernyókat. Egy 2007-ben bemutatott tanulmány megállapította, hogy a cinegék képesek akár 50 százalékkal is csökkenteni a gyümölcsösökben a hernyók által okozott pusztítást. A fiókákat eleinte pókokkal táplálják tápanyagigényük miatt. Ősszel és télen megritkult zsákmányállatok miatt a széncinegék bogyókkal és magvakkal egészítik ki étrendjüket. Télen néha a kaptárakat használják etetőnek. A megoldás a bőr ellenző a röp- nyílásokra, és a madáretetés. A magvakat és gyümölcsöket gyakran lombhullató fákról és bokrokról szerzik be és ezek közt találjuk a bükkfák termését és a mogyorót. Ahol lehetőségük van rá ott a madáretetőkben elhelyezett magvakat is szívesen fogyasztják. Hidegebb telek idején akár testsúlyuk 44 százalékának megfelelő mennyiségű napraforgó magot is képesek elfogyasztani. Gyakran a földön táplálkoznak, különösen olyankor, amikor bőséges a bükkfák termése. A széncinegék telente más cinegefélékkel együtt gyakran alkotnak vegyes fajokból álló madárrajokat.
A nagyobb magvakat, vagy zsákmányállatokat csőrével tépi apróbb, fogyaszthatóbb cafatokra. Ilyenkor egy, vagy két lábával fogja az élelmet, miközben csőrével darabolja azt. Ezzel a módszerrel a széncinege mintegy húsz perc alatt képes hozzáférni a mogyoró tartalmához. Amikor a fiókákat etetik, a széncinegék gyakran eltávolítják a nagyobb rovarok fejét, hogy a csáprágók ne okozzanak sérüléseket a kicsinyekben. A hernyók belét is eltávolítják a szülők, hogy az abban felgyülemlő tannin ne hátráltassa fiókák fejlődését.
A széncinegék képesek olyan feladatokat végrehajtani, amelyeknél az intelligenciára van szükség és ilyenkor inkább a probléma megoldására koncentrálnak, mintsem, hogy a próbálkozás-hibázás módszert alkalmazzák. Angliában a széncinegék megtanulták eltávolítani a tejesüvegeket lezáró fóliát, hogy hozzáférhessenek a fehérjékben gazdag tejszínhez. E viselkedést 1921-ben jegyezték fel először és gyorsan elterjedt a következő két évtized során. 2009-ben a széncinegékről kiderült, hogy képesek a téli álmot alvó Pipistrellus denevéreket megtámadni és megölni, hogy táplálékhoz jussanak. Ez volt az első alkalom, hogy énekesmadarat láttak denevérekre vadászni. Ezt azonban csak telente alkalmazzák a cinegék, mivel ilyenkor jóval kevesebb a táplálék. Feljegyezték, hogy a cinegék képesek eszközöket is használni, például fenyőtűket, hogy kipiszkálják a fából a lárvákat. 2013-ban feljegyezték, hogy Finnországban madáretetők környékén támadtak és öltek meg cinegék énekesmadarakat.

### Ökológiai szerepe
A széncinege a karvalyok egyik zsákmányállata. A második fészekalj tagjaira nagyobb veszély leselkedik ezen a téren, mivel a karvalyok ugyanabban az időszakban etetik saját fiókáikat és ez megnövekedett táplálékszükséglettel jár. A széncinegék fészkeit gyakran megtámadják a nagy fakopáncsok is, részben akkor, amikor bizonyos típusú mesterséges madárodúkban fészkel. További fészekrablók lehetnek még a keleti szürkemókusok (Nagy-Britanniában), a menyétek, melyek képesek akár a tojásokon kotló felnőtt egyedek elfogására is. 1981-ben Közép-Európában a rágótetvek egyik faját, a Rostrinirmus hudeci-t beazonosították a széncinegéknél.

## Szaporodása

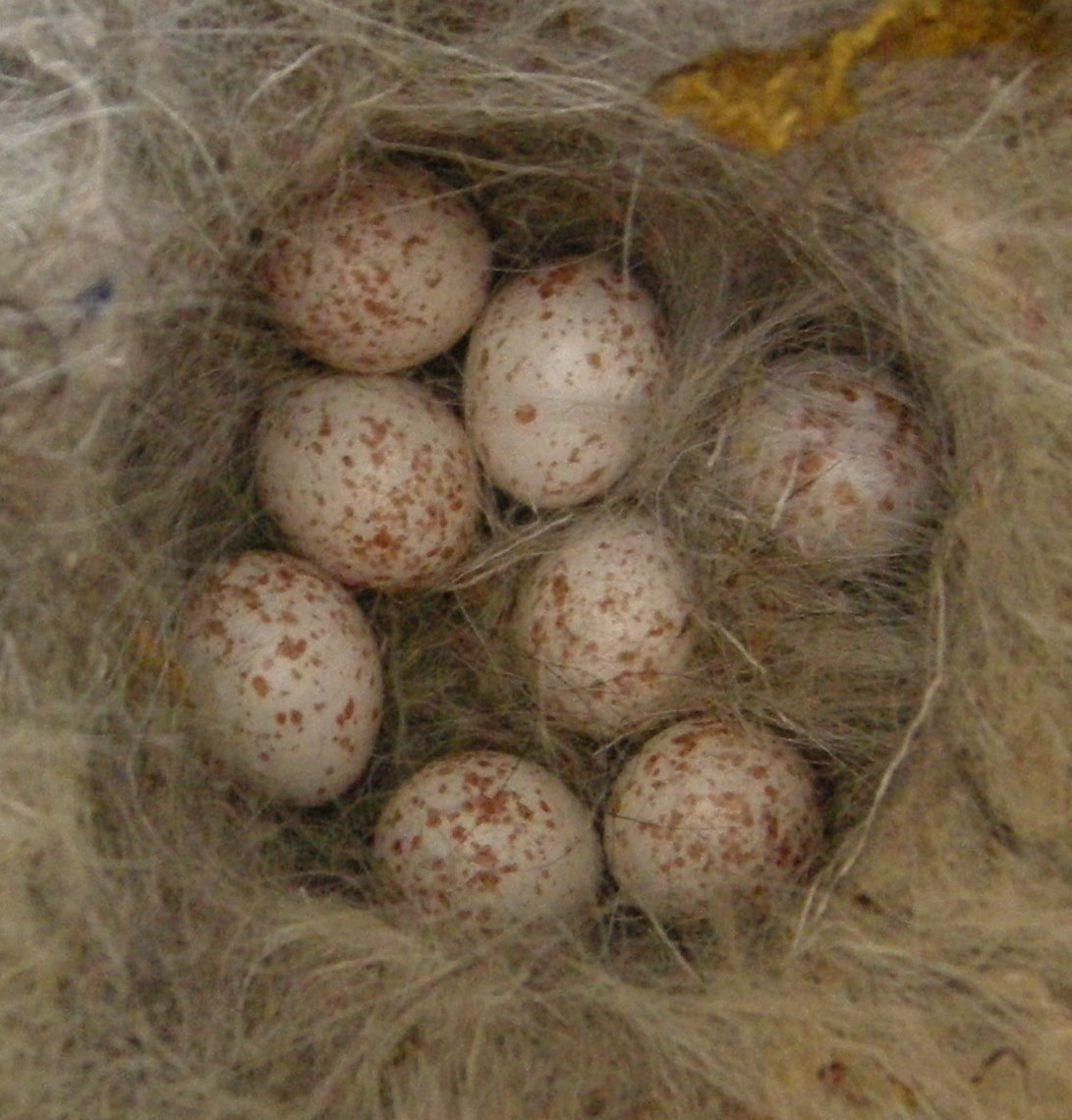
Tojásai

A széncinege monogám madárfaj. Külön territóriumot jelöl ki a fészkelőhelye körül, melyet már késő januártól, de legkésőbb kora tavasztól hevesen védelmez. Sikeres költéseket követően akár több éven keresztül is ugyanazon territóriumon belül maradhat a széncinege. Területét még párjának elvesztése után is védelmezi, amíg fel nem neveli fiókáit. A nőstények nagyobb valószínűséggel telepednek le új területen, ha fészküket korábban ragadozók támadták meg. Ha a pár valamilyen oknál fogva mégis elválna egymástól, akkor a nőstények azok, akik messzebbre költöznek, hogy új fészkelőhelyet alakítsanak ki maguknak. Bár a széncinegék monogám madarak, mégis igen sűrűn előfordul, hogy párjukon kívül más széncinegékkel is párosodnak. Egy németországi tanulmány alapján a fészkek mintegy 40 százalékánál találtak más szülőtől származó fiókát.

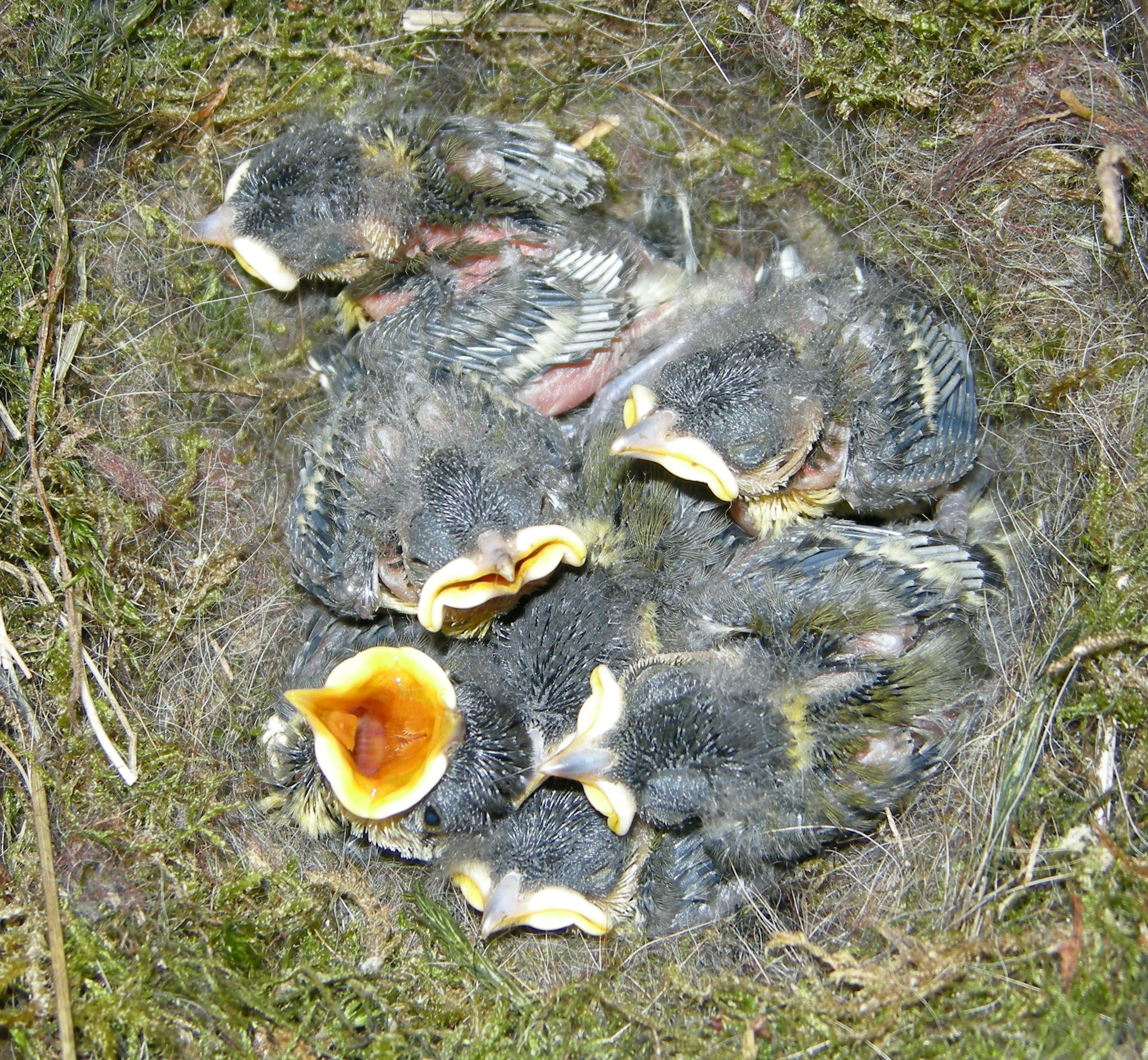
Fiókája

A széncinegék csak párzási időszakban költenek. A költés időpontjának megválasztását számos tényező befolyásolja, ám a földrajzi elhelyezkedés a legfontosabb ezek közül. A fészekalj felnevelése a legtöbb esetben a január végétől szeptemberig tartó időszakban történik, mely Európában március végét követően kezdődik el. Ugyanakkor az Izrael területén fészkelő egyedek kivételes esetben az október és december közt húzódó időszakban is költhetnek. A költési időszak megkezdését a nappalok hossza és a hőmérsékleti körülmények is befolyásolják. Egy tanulmányból kiderült, hogy szoros összefüggés van a tojások lerakásának kezdete és a táplálékul szolgáló hernyók egyedszámának emelkedése között, amely egyúttal a külső hőmérséklet alakulásának a függvényében alakul. Az egyedek szintjén kimutatható, hogy a fiatalabb tojók később kezdenek el költeni, mint az idősebb madarak.

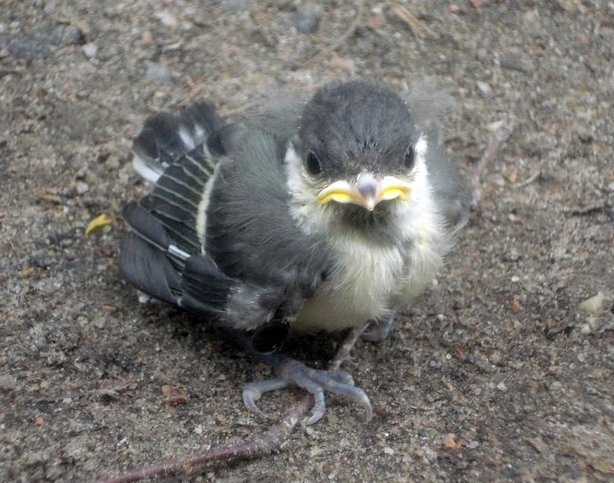
Egy fiatal példány

A széncinegék szeretnek odúkban fészkelni, melyek általában fák törzsében, esetenként falak nyiladékaiban, sziklák réseiben találhatóak, valamint e madárfaj kedveli a mesterséges fészkeket is, melyet az emberek helyeznek ki a számukra. Az üregben elhelyezkedő fészkeket a tojók építik, melynek anyaga növényi rostokból, fűszálakból, mohából, szőrszálakból, gyapjúból és tollakból áll. A fészekalj létszáma gyakran meglehetősen magas, akár 18 darab tojást is lerakhat egy tojó, ám az öt és tizenkettő tojás az általános. A fészekalj létszáma általában alacsonyabb, ha a tojó később tojja tojásait a költési időszakon belül, valamint akkor is kevesebb tojást rak le, ha nagyobb a konkurens cinegepárok létszáma a környéken. A második fészekalj mérete általában kisebb, mint az első. A tengerpartokon és a szigeteken élő széncinegék kisebb fészekaljakat nevelnek fel, mint a kontinens más területein élő fajtársaik. Tojásai fehér alapszínűek, melyet piros pöttyök tarkítanak. A tojó kotlik a tojásokon, miközben a hím hordja a táplálékot számára a költés ideje alatt. A tojó haragosan hisszeg, amikor valaki megközelíti fészkét kotlás közben. A fiókák kikelésének legideálisabb ideje akkor van, amikor a legtöbb zsákmány elérhető, ám a különböző környezeti kölcsönhatások jelentős mértékben képesek befolyásolni a tojások kikelésének időpontját. A költés ideje átlagosan 12-15 nap körül alakul.
A fiókák, akárcsak a többi cinegefélénél, vakon és csupaszon kelnek ki a tojásból. A fiókákat mindkét szülő táplálja, melyek napi 6-7 gramm táplálékot is elfogyasztanak. A szülők közt nincs különbség a fiókák táplálásának mértékében. A fészek tisztításában mindkét szülő részt vesz és eltávolítják az ürüléket a környékről. A fiókák mintegy 16-22 napot töltenek a fészekben, majd a tollazat kifejlődését követően mintegy nyolc nap szükséges a számukra, hogy szüleiktől függetlenedni tudjanak és elkezdjék önálló életüket az első fészekaljból származó utódok esetén azonban a fiókák táplálása akár 25 napig is tarthat, tehát még a kirepülést követően is folytatódik néhány napig. Ugyanakkor a második fészekaljban felnevelt fiókáknál ez az időszak akár ötven nap is lehet. A második fészekaljból származó fiókák immunrendszere és fizikai állapotuk gyengébb, mint az első fészekaljból származó társaiké és ennélfogva kevesebb a fiatalkori túlélés esélye a későbbi fészekaljból származó madaraknak.Évente 6-13 tojást rak.

## Védettsége

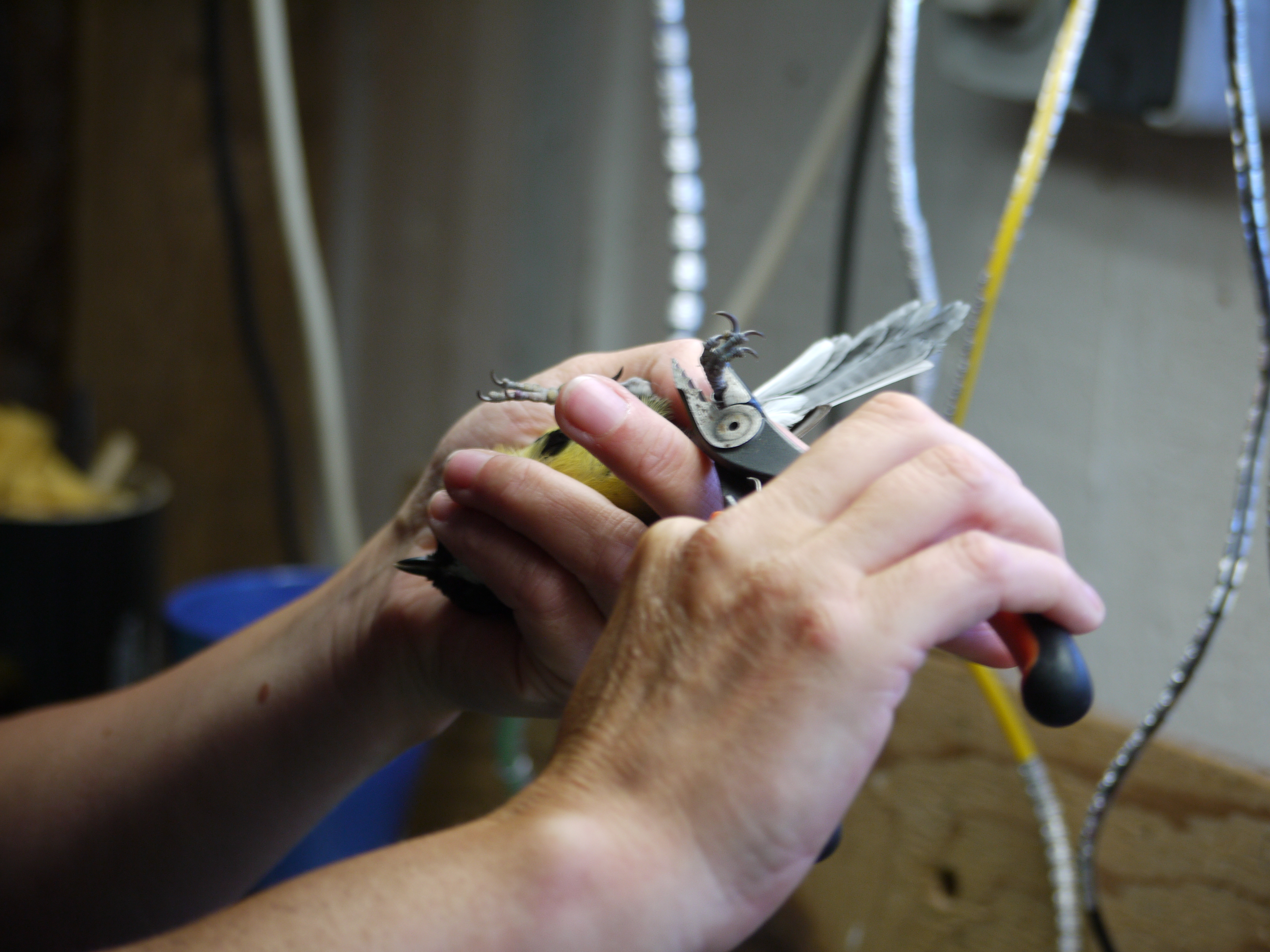
Széncinege gyűrűzése

Az emberi közelséghez alkalmazkodott faj a Természetvédelmi Világszövetség szerint nemzetközi léptékben is jó kilátású, SPEC értékelése sincs. Magyarországon ennek ellenére védettséget élvez, természetvédelmi értéke 25 000 forint.
2011-ben az év madarának választották. A széncinege az egész Kárpát-medencében gyakorinak mondható. Magyarországon az állomány az Északi-középhegységben és a Dél-Dunántúlon a legsűrűbb, és az Alföld délkeleti részén a legritkásabb. Becslések szerint Magyarországon 1 050 000–1 350 000 fészkelőterritórium található.
Európában és a világ többi részén is biztos állományú fajnak számít, ezt mutatja, hogy a teljes populációnak körülbelül 25-49 százaléka Európában él. A Természetvédelmi Világszövetség Vörös listáján nem fenyegetett fajként szerepel. Teljes állományát 282 - 1 090 millió egyedre becsülik. Európai populációja mintegy 138 000 000 és 238 000 000 egyed közé tehető, amely mintegy 46 000 000 és 91 000 000 között előforduló pár kialakulását tételezi fel a szakemberek becslései alapján. Elterjedési területe mintegy 32 600 000 négyzetkilométer, míg tengerszint feletti magasságban a 4 420 méteres magasság szab határt e madárfajnak. Állománya az utóbbi években gyarapodásnak indult.
Az enyhébb tavaszi időjárási viszonyok miatt megváltozó élelemforrások mennyisége és a fiókák táplálékigénye miatt egyes területeken alacsonyabb a széncinegék szaporodási sikerének mértéke.

## Fordítás
- Ez a szócikk részben vagy egészben  a   Great tit című angol Wikipédia-szócikk ezen változatának fordításán alapul.  Az eredeti cikk szerkesztőit annak laptörténete sorolja fel. Ez a jelzés csupán a megfogalmazás eredetét és a szerzői jogokat jelzi, nem szolgál a cikkben szereplő információk forrásmegjelöléseként.